# Мелісса Скотт
Мелісса Скотт (англ. Melissa Scott; 1960, Літл-Рок) — американська авторка наукової фантастики та фентезі, відзначилась своїми науково-фантастичними романами, в яких представлені ЛГБТ-персонажі та їх деталі в стосунках.

## Біографія
Скотт вивчала історію в Гарвардському коледжі та Університеті Брандейса, здобувши ступінь доктора філософії порівняльної історії. Мелісса опублікувала свій перший роман у 1984 році й з тих пір написала близько двох десятків науково-фантастичних та фентезійних творів, у тому числі три у співавторстві з її партнеркою Лізою А. Барнетт.
Роботи Скотт відомі витонченими та добре побудованими відносинами. Хоча багато її головних героїв — геї, лесбійки, бісексуали чи трансгендери, критик Філіс Бетц зазначає, що статі або орієнтації персонажів рідко є основним фокусом історій Скотт. «Людина тіней» (Shadow Man) серед творів Скотт чітко фокусується на питаннях сексуальності та гендеру.
Вона виграла премію Джона У. Кемпбелла за найкращого нового письменника в науковій фантастиці в 1986 році і отримала кілька літературних премій Ламбда.
Окрім авторства, Скотт також викладає писемність, пропонуючи заняття через її вебсайт та публікуючи посібник з писемництва.

## Особисте життя
Скотт проживала зі своєюю партнеркою, авторкою Лізою А. Барнетт, у Портсмуті, Нью-Гемпшир, 27 років, до смерті останньої від раку молочної залози 2 травня 2006 року.